# 洛恩·迈克尔斯

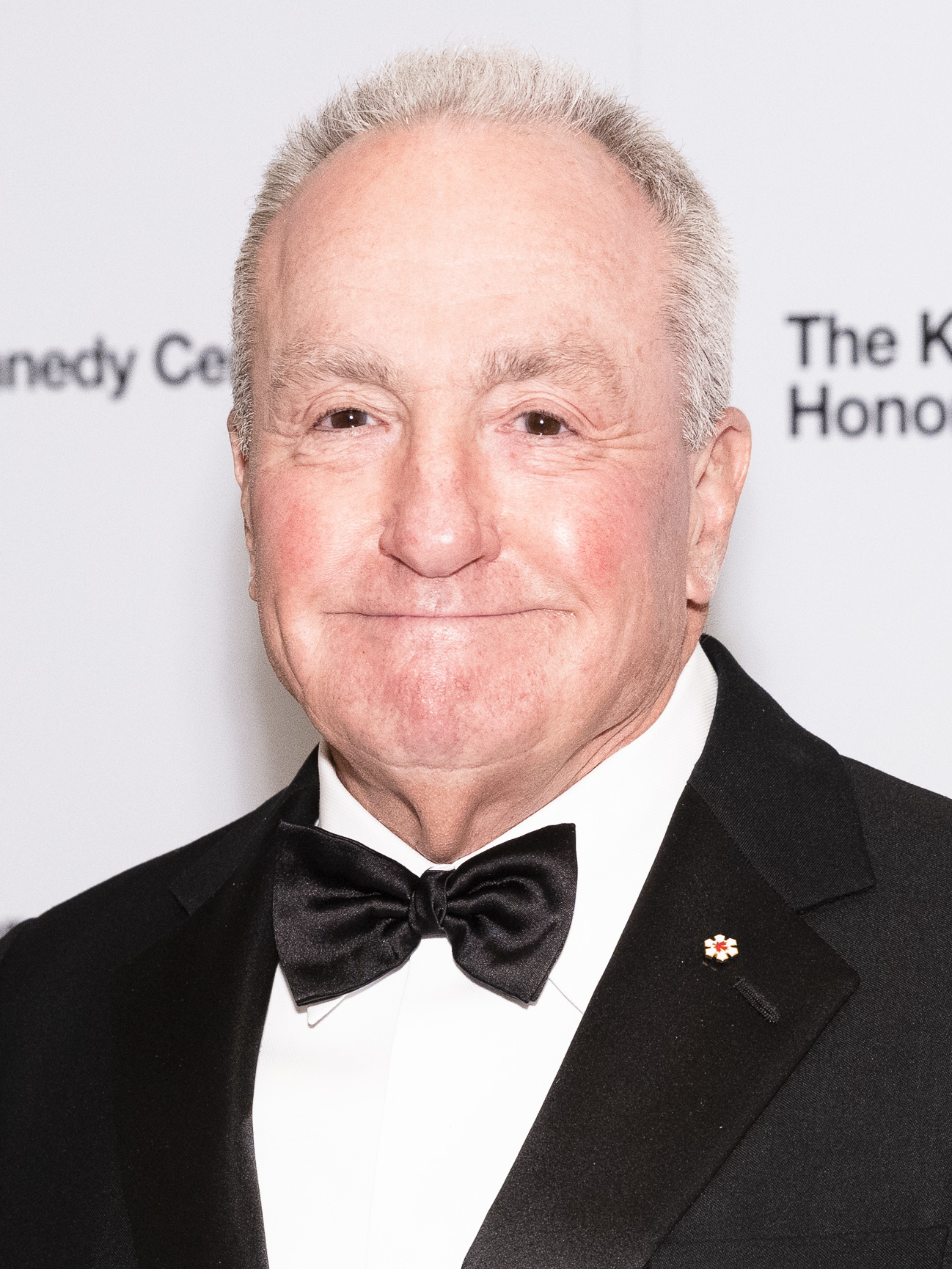
洛恩·迈克尔斯

洛恩·迈克尔斯（Lorne Michaels，1944年11月17日—）是一位加拿大和美国电视節目及电影制片人、喜剧演员、编剧和导演。他參與製作週六夜現場、深夜秀和今夜秀等節目。 
他曾获得106项黃金時段艾美獎提名，21次奪得黃金時段艾美獎，他是该奖项获得提名次數最多的人。 